# Прод
Прод (рум. Prod) — село у повіті Сібіу в Румунії. Входить до складу комуни Хогілаг.
Село розташоване на відстані 231 км на північний захід від Бухареста, 65 км на північний схід від Сібіу, 99 км на південний схід від Клуж-Напоки, 99 км на північний захід від Брашова.

## Населення
За даними перепису населення 2002 року у селі проживали 274 особи.
Національний склад населення села:
| Національність | Кількість осіб | Відсоток |
| -------------- | -------------- | -------- |
| румуни         | 265            | 96,7%    |
| угорці         | 5              | 1,8%     |

Рідною мовою назвали:
| Мова      | Кількість осіб | Відсоток |
| --------- | -------------- | -------- |
| румунська | 265            | 96,7%    |
| угорська  | 6              | 2,2%     |